# Schwarzschneidiger Dachpilz
Der Schwarzschneidige Dachpilz (Pluteus nigrofloccosus, syn. Pluteus atromarginatus) ist eine holzbewohnende Pilzart aus der Gattung der Dachpilze. Er kommt im gemäßigten Eurasien und Nordamerika vor, wo er Nadelbäume befällt. Er bevorzugt feuchte und frische Böden und wird als Speisepilz genutzt.

## Merkmale

### Makroskopische Merkmale
Der Schwarzschneidige Dachpilz bildet typische Blätterpilz-Fruchtkörper, die einzeln oder gesellig bis fast büschelig erscheinen. Der Hut wird etwa 4–8 cm breit, seine Oberfläche ist dunkelockerbraun bis rauchschwarz, in der Mitte schwarzflockig. Er ist samtig matt und ungerieft, feucht fühlt er sich fettig an. Der Hut ist zunächst konisch bis halbkugelig, später konvex bis ausgebreitet mit stumpfem Buckel. Der Stiel wird 3–6 cm lang und 4–10 mm stark, er ist auf weißlichem Grund mit anliegenden graubraunen Fasern bis ockerbräunlichen bedeckt, er ist voll, brüchig, am Grund etwas verdickt und leicht keulig. Die breiten und am Stiel freien Lamellen stehen gedrängt und untermischt, sie sind zunächst weißlich, später über Rosatöne bräunlichrosa werdend, charakteristisch ist die dunkle Schneide. Das Fleisch des Hutes ist unter der Huthaut graubraun, in der Hutmitte dicker, zum Rand hin dünner werdend, es ist ohne besonderen Geruch oder Geschmack.

### Mikroskopische Merkmale
Der Schwarzschneidige Dachpilz besitzt breitelliptische, glatte, rosabraune Sporen die ca. 6–7,5 µm lang und 4–5 µm breit werden. Die Basidien sind keulig bis bauchig geformt, sind 4-sporig und vereinzelt sind Basalschnallen vorhanden. Sie werden 22–35 µm lang und 11–30 µm breit. Es werden keulige-bauchige 25–80 × 11–30 µm große braun pigmentierte Cheilozystiden und dickwandige, an der Spitze mit meist 2–3 Haken besetzte 60–100 × 15–25 µm Pleurozystiden gefunden. Die Huthautdeckschicht besteht aus parallel liegenden braun pigmentierten Hyphen von 6–15 µm Breite, mit vorstehenden, spindeligen 70–185 µm langen und 8–30 µm starken Hyphenenden. Die meisten Septen besitzen im Unterschied zum nahe verwandten Rehbraunem Dachpilz (Pluteus cervinus) Schnallen.

## Ökologie
Der Schwarzschneidige Dachpilz kommt in Wäldern vor, ist aber nicht an bestimmte Waldtypen gebunden, auch er bevorzugt frische bis feuchte Böden, stellt aber ansonsten keine besonderen Ansprüche an den Bodentyp. Als Substrat kommt in Mitteleuropa vor allem Holz der Gemeinen Fichte, daneben Weißtanne und Waldkiefer vor. Er hat offenbar von der dortigen forstlichen Ausbreitung der Kiefer und Fichte profitiert. Die Fruchtkörper erscheinen in Mitteleuropa von Ende Mai bis Anfang November.

## Verbreitung
Der Schwarzschneidige Dachpilz kommt in der gesamten Holarktis von den meridonalen bis zu den borealen Zonen vor. In Nordeuropa wird er bis zum 61., in Finnland auch bis zum 68. Breitengrad gefunden. In Deutschland kommt der Schwarzschneidige Dachpilz im gesamten Gebiet vor, ist aber im nördlichen Tiefland sehr lückig verbreitet. Seine Vorkommen werden in den südlichen Teilen Deutschlands zunehmend dichter, südlich des Mains ist er lokal stark verbreitet bis gemein.

## Bedeutung
Der Schwarzschneidige Dachpilz wird als Speisepilz verwendet.